# 高速艇甲
高速艇甲（こうそくていこう、略称：HB-K）は、日本陸軍が保有したモーターボートである。上陸戦時の偵察や連絡を目的に、イギリス海軍の魚雷艇を原型として1920年代に開発された。初期の名称は偵察艇。当時の日本の軍用小型艇としては最速で、日本海軍にも派生型が提供された。

## 開発
1920年代に上陸戦の研究を本格化させた日本陸軍は、大発動艇などの一般的な上陸用舟艇のほかに、敵前偵察や連絡を目的とした高速舟艇が必要だと判断した。そこで、陸軍運輸部により開発されたのが高速艇甲である。

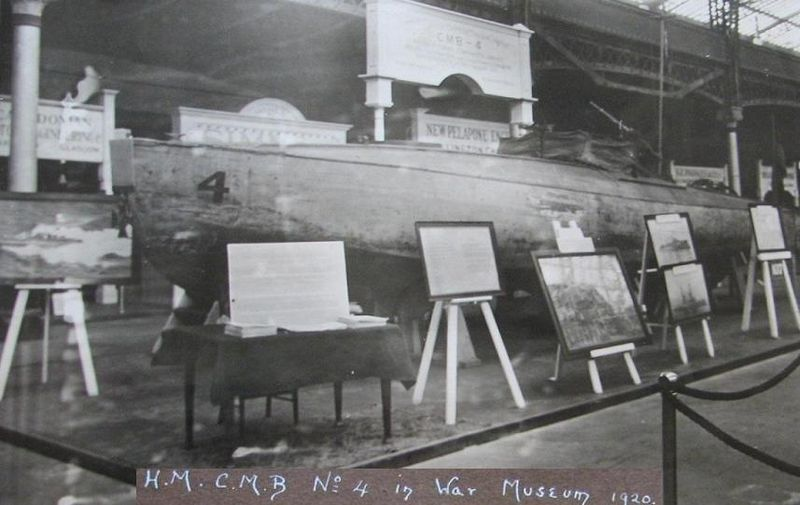
高速艇甲の原型となったソーニクロフト社製CMBの一隻CMB-4。船体の基本形状は類似する（参考画像）

まず、1926年（大正3年）3月に、イギリスのソーニクロフト社から技術参考用として魚雷艇1隻を輸入した。ソーニクロフト社は第一次世界大戦中にイギリス海軍向けの沿岸魚雷艇(CMB, en)を生産しており、石橋（2000年）によるとそのうちの40フィート型（約12m）を購入したというが、松原（1996年）によれば購入したのは全長10.6m（約35フィート）の艇である。
輸入したソーニクロフト艇を原型として研究は進められ、不要な魚雷落射器を除き、船体を若干大型化するなどして制式化された。船体はソーニクロフト艇と同じ船底ステップ一段付きの滑走型で、木造である。『昭和造船史』などは制式艇の全長14.42m・幅2.74mとするが、1937年（昭和12年）の海軍の文書によると幅は同値であるものの全長45フィート（約13.72m）と記載されている。搭載機関は400馬力のガソリンエンジン1基で、『昭和造船史』はカーマス(Carmouth)式、松原（1996年）は形式不詳12気筒とし、前記海軍文書によると米国製のリバティエンジンとなっている。これにより当時の日本軍小型艇としては最速の37-38ノットを発揮した。武装兵8人を乗船させられるが、もともとは固定兵装を有しない。無線通信機が装備されており、初期の艇ではイギリス製のマルコーニ式YA3型無線通信機が使用されていたが、電信機能は航行中の受信が困難、無線電話機能は音声不明瞭で実用に堪えなかった。
詳細は不明であるが、制式化後も改良が継続されている。前記海軍文書に登場する艇では、就役中の兵装増加により自重が4.5トンから5.3トンへ変化している。なお、1929年（昭和4年）に行われた性能試験では、機関室隔壁設置や排気方法の改善、安全で水しぶきがかかりにくい座席への改良、通信機能の改良、騒音対策の必要、追加すべき装備として自衛用機関銃1丁やサーチライトまたは照明弾発射機、煙幕展開装置、自動測深機などが報告されていた。

## 生産と運用
高速艇甲は、初期には機密保持のため陸軍運輸部の直属工場だけで生産されていたが、日中戦争開始後は民間造船所で建造された。大発動艇などの通常の上陸用舟艇に比べると生産数はわずかで、1942年（昭和17年）3月時点で26隻が配備ないし完成済みのほか、17隻が建造途中となっている。太平洋戦争の戦況悪化に伴い生産兵器の機種整理の対象となり、1943年（昭和18年）以降は生産停止となった。初期生産の艇には愛称として固有名が付けられており、1号艇「稲妻」、2号艇「鳴神」（なるがみ）、3号艇「飛龍」、4号艇「吹雪」、5号艇「神風」（かみかぜ）と命名されている。
完成した艇は、陸軍船舶兵の諸部隊に配備された。1934年（昭和9年）8月の陸海軍合同演習には1隻が参加している。日中戦争が始まると、第二次上海事変中の1937年11月に行われた杭州湾上陸作戦で、大発動艇81隻・小発動艇94隻・装甲艇3隻・高速艇乙10隻などの各種舟艇に混じって高速艇甲4隻が実戦投入された。バイアス湾上陸作戦などがあった広東作戦にも5隻が参加している。日本海軍の小型舟艇を上回る優れた性能で活躍し、海軍内で高速型と通称していた15m型内火艇（最高速力13.5ノット）を「海軍のいわゆる高速艇」と揶揄する陸軍関係者がいたほどであった。
太平洋戦争中にも引き続き実戦使用された。冒頭の南方作戦では、上陸用舟艇の運用を担当する各独立工兵連隊に2隻ずつ、上陸戦の指揮を執る揚陸団司令部等にも計2隻が配備されていた。ソロモン諸島の戦いにも投入されており、ガダルカナル島の戦いに川口支隊の一部が舟艇機動で向かった際には部隊本部に1隻が配備されていた。ただ、アメリカ軍が使用したPTボートと比べると速力はともかく火力で劣るため、正面から対抗することはできなかった。

## 派生型
量産された制式艇のほか、高速性能を追求して600馬力ガソリンエンジン2基を搭載した艇も試作された。38.7ノットの最高速度を記録している。
高速艇甲の性能に注目した日本海軍は、1937年（昭和12年）に、陸軍へ拡大型1隻の建造を依頼している。高速艇甲と同じ船底シングルステップ型の船体を陸軍運輸部で製造して海軍側に引き渡され、呉海軍工廠でイスパノ・スイザ450馬力エンジン2基を搭載した。完成した艇は魚雷戦闘訓練の支援に用いる雑役船の魚雷追躡艇に分類され、公称第1000号として配備された。3年前に海軍が建造した高速仕様の魚雷追躡艇が300馬力機関2基で28ノットであったところ、公称第1000号は全長16.0m・排水量9.21トンで38.054ノットを発揮し、優秀と評価された。なお、福井静夫によれば、太平洋戦争中にも海軍が陸軍から図面の提供を受けて高速艇甲系列の艇を建造している。